# Maxim Matlakov
Maxim Matlakov (Sint-Petersburg, 5 maart 1991) is een Russische schaker. Hij is sinds 2010 een grootmeester (GM). Hij won in 2017 het Europees kampioenschap schaken.
Hij was secondant van Peter Svidler bij het kandidatentoernooi van 2013/2014 en het kandidatentoernooi van 2016.

## Schaakcarrière
Matlakov won drie keer een medaille op het Wereldkampioenschap schaken voor jeugd: twee bronzen, in de categorie tot 12 jaar in 2003, en in de categorie tot 14 jaar in 2005, en een gouden, in de categorie tot 18 jaar in 2009. Eveneens in 2009 won hij het schaakkampioenschap van Sint-Petersburg en het Aivars Gipslis memorial.
Matlakov won in 2011 het Russische kampioenschap voor junioren tot 20 jaar.
Op het 13e Europees kampioenschap schaken in 2012 werd hij met de score 8 pt. uit 11 gedeeld tweede, via tiebreak zesde, en kwalificeerde hij zich voor de Wereldbeker schaken 2013. In de eerste ronde versloeg hij de Nederlandse GM Jan Smeets en werd in de tiebreak van de tweede ronde uitgeschakeld door de Azerbeidzjaanse GM Shakhriyar Mamedyarov. In 2013 werd Matlakov gedeeld eerste op het Chigorin Memorial in Sint-Petersburg; via tiebreak werd hij derde, achter Pavel Eljanov en Dmitry Kokarev.
In februari 2014 won hij gedeeld met Alexander Moisejenko het Moskou Open. In juli 2014 werd hij gedeeld tweede met Parimarjan Negi, Gawain Jones en Maxim Rodshtein op de "Politiken Cup" in Helsingør, derde via de tiebreak-score. Matlakov won het blitz-onderdeel van het toernooi. Op de Wereldbeker schaken 2015 werd hij in de eerste ronde uitgeschakeld door Gadir Guseinov, die de rapid tiebreak won.
In april 2017, werd hij gedeeld met Nikita Vitiugov, Étienne Bacrot en Zdenko Kožul winnaar van het Grenke Chess Open in Karlsruhe, Duitsland. Matlakov werd via de tiebreak-score tweede. In juni 2017 won hij het Europees kampioenschap schaken in Minsk, waarbij hij via de tiebreak-berekening hoger eindigde dan Baadur Jobava en Vladimir Fedosejev, alle drie de spelers hadden 8½ pt. uit 11 behaald.
In november 2017 was zijn Elo-rating 2738 en was hij nummer 23 op de wereldranglijst.

### Schaakteams
Matlakov won in 2013 de individuele zilveren medaille spelend aan het 5e bord voor Sint-Petersburg in de European Club Cup. Twee jaar later won hij op de European Club Cup met het Sint-Petersburgse team "Mednyi Vsadnik" de bronzen medaille. In 2017 maakte Matlakov deel uit van het Russische team dat de zilveren medaille won op het in the Wereldkampioenschap schaken voor landenteams, dat werd gehouden in Khanty-Mansiysk.

## Privé-leven
Samen met 43 andere Russische topschakers, tekende Maxim Matlakov een open brief aan de Russische president Vladimir Poetin, waarin werd geprotesteerd tegen de Russische invasie van Oekraïne in 2022 en waarin solidariteit met de Oekraïense bevolking werd geuit.

## Externe koppelingen
- (en)   Informatie over schaakpartijen van Maxim Matlakov op ChessGames.com
- (en)   Informatie over schaakpartijen van Maxim Matlakov op 365chess.com
- (en)  FIDE-ratinggegevens voor Maxim Matlakov